# 田中穂蓄
田中 穂蓄（たなか ほづみ、1944年（昭和19年） - ）は元TOKYO FMアナウンサー。東海大学卒業。
現在はJ-WAVEのニュースデスク。

## プロフィール
1944年生まれ。
学生時代は、喫茶店でDJのアルバイトをする。
1967年、FM東海（後のFM東京）入社。
2004年7月、定年退職。
2005年4月より、J-WAVEニュースデスク(日・月・火・金担当)。
航空ジャーナリスト協会理事(2006年11月時点)。たまプラーザに本拠をもつプラモデルクラブろうがんず会員。

## 出演番組

### TOKYO FMアナウンサー時代
- TOKYO FM NEWS
- JFNニュース (JFN)
- 水平線の彼方から (JFN)
- ナイト・トレイン (JFN)
- 昭和ヒット・ファイル (MUSIC BIRD)

### 定年退職後
- J-WAVE GOOD MORNING TOKYO内MORNING EYEのコーナーキャスター (J-WAVE)
- 東京REMIX族